# Cordulephya divergens
Cordulephya divergens är en trollsländeart som beskrevs av Tillyard 1917. Cordulephya divergens ingår i släktet Cordulephya och familjen skimmertrollsländor. Inga underarter finns listade i Catalogue of Life.